# Enterobacter sakazakii
Enterobacter sakazakii – gatunek Gram-ujemnej, względnie beztlenowej, patogennej pałeczki.
W latach 80. zauważono, że w przeciwieństwie do większości patogenów z rodzaju Enterobacter, infekcje wywołane przez E. sakazakii odznaczają się znaczną śmiertelnością. Bakteria jest czynnikiem etiologicznym zapalenia opon mózgowo-rdzeniowych i martwiczego zapalenia jelit. Infekcje mogą być związane ze stosowaniem wtórnie zanieczyszczonych odżywek dla niemowląt w proszku.
Złotym standardem w leczeniu zapalenia opon mózgowo-rdzeniowych wywołanego przez E. sakazakii pozostaje połączenie ampicyliny i gentamycyny.
E. sakazakii został wyróżniony jako odrębny gatunek w 1980 przez Farmera i wsp. Hybrydyzacja DNA wykazała, że materiał genetyczny E. sakazakii wykazuje 53–54% podobieństwo do dwóch różnych rodzajów, Enterobacter i Citrobacter. Wcześniej te pałeczki uważane były za żółto zabarwione pałeczki Enterobacter cloacae. Nazwa gatunkowa bakterii honoruje japońskiego mikrobiologa Richii Sakazakiego.